# Rhizotrochus typus
Rhizotrochus typus är en korallart som beskrevs av Milne Edwards och Jules Haime 1848. Rhizotrochus typus ingår i släktet Rhizotrochus och familjen Flabellidae. Inga underarter finns listade i Catalogue of Life.